# Несліша-Султан
Несліша-Султан, пізніше Несліша Османоглу (осман. نسل شاہ سلطان ; 4 лютого 1921 — 2 квітня 2012) — османська принцеса, остання з імперських членів османської родини. Виконавиця ролі королеви-консорта у шлюбі з принцом-регентом Абделем Монеймом. 
Онука по батьківській лінії останнього османського халіфа Абдул-Меджида II і його першої дружини Шехсувар-Ханим і онука по материнській лінії останнього османського султана Мехмеда VI і його першої дружини Назікеди-Кадин. Донька Шехзаде Омера Фарука та його першої дружини та двоюрідної сестри Сабіхи-Султан.

## Раннє життя
Несліша-Султан народилася 4 лютого 1921 року в палаці Нішанташі, Константинополь. Її батьком був Шехзаде Омер Фарук, єдиний син халіфа Абдулмеджида II і Шехсувар-Ханим. Її матір'ю була Сабіха-Султан, молодша донька султана Мехмеда VI і Назікеди-Кадин. У неї було дві молодші сестри, Ханзаде-Султан і Некла-Султан. Її народження було останнім записом у палацовому реєстрі членів династії, що зробило її останнім імперським членом османської родини.
Під час вигнання імператорської родини в березні 1924 року Несліша та її родина оселилася в Ніцці, Франція, де вона здобула освіту. Тут вона провела дитинство та юність, перш ніж у 1938 році переїхати до Єгипту, де отримала пропозицію шлюбу від єгипетського принца Хасана Тусуна, і, незважаючи на протести, була з ним заручена. Однак пізніше вона розірвала заручини.

## Шлюб
У 1940 році принц Мухаммад Абдель Монейм, син останнього хедива Єгипту Аббаса Хільмі II, був готовий одружитися з Неслішею і направив їй пропозицію. Несліша не погодилася, і батько став тиснути на неї, після чого вона погодилася. Одруження відбулося 26 вересня 1940 року, і їй було присвоєно титул Сахібат-аль Сумув Аль-Аміра Неслішах (Її Високість Принцеса Неслішах).
Двома роками раніше Абдель Монейм, спадкоємець 50 000 000 доларів США, отримав дозвіл від свого двоюрідного брата, короля Єгипту Фарука, одружитися з принцесою Мізеджен Зоґу (1909—1969), сестрою короля Албанії Зоґу I. Однак шлюб так і не відбувся, і Монейм одружився з Неслішею. 16 жовтня 1941 року вона народила принца Аббаса Хільмі. Через три роки, 22 грудня 1944, народила принцесу Ікбал.
Коли Рух вільних офіцерів Єгипту скинув короля Фарука під час липневої революції 1952 року, вони обрали принца Абдель Монейма головою регентського органу з трьох членів, створеного для того, щоб взяти на себе повноваження щойно вступленого на престол малолітнього сина Фарука Фуада II. Регентський орган було розпущено 7 вересня 1952 року, і Абдель Монейм був призначений єдиним принцом-регентом. За відсутності королеви-консорта Несліша де-факто виконувала її функції в силу своєї посади дружини принца-регента. Її кілька офіційних появ під час регентства її чоловіка були зосереджені на благодійній діяльності. Як і королівські дружини, які їй передували, вона відвідувала спортивні заходи, такі як матчі з поло та фінал міжнародного тенісного турніру.
Регентство принца Абдель Монейма тривало 10 місяців. 18 червня 1953 року Рада Єгипетського революційного командування офіційно скасувала монархію. У 1957 році Абдель Монейм і Несліша були заарештовані. Несліша була звільнена з в'язниці після того, як президент Турецької Республіки втрутився і вимагав її звільнення. Згодом вона недовго жила в Європі, потім повернулася до рідної Туреччини. У 1963 році вона повернула громадянство Туреччини і взяла прізвище Османоглу. Принц Абдель Монейм помер у 1979 році в Стамбулі, де принцеса Несліша продовжувала жити зі своєю неодруженою донькою Ікбал.

## Смерть
Несліша-Султан померла від серцевого нападу 2 квітня 2012 року у своєму будинку в Ортакої, де жила з дочкою. На момент смерті Несліша була найстаршою османською принцесою. Після смерті принца Бурханеддіна Джема в 2008 році та принца Ертугрула Османа в 2009 році, вона також була останнім членом османської династії, який народився в Османську еру.
Її похорон відбувся в мечеті Їлдиз Гамідіє. Похована на кладовищі Асіян Асрі поряд із матір'ю та сестрами.
Тодішній президент Абдулла Гюль висловив співчуття родині. Прем'єр-міністр Реджеп Таїп Ердоган сказав про покійну принцесу: «Вона була символом знатності, яка несла кров Османа», — сказав він у парламенті, маючи на увазі Османа I, анатолійського правителя, який заснував Османську імперію. «Ми пам'ятаємо її з високою пошаною і нашим благословенням».

## Особистість
Добре освічена аристократка, Несліша вільно володіла французькою, англійською, німецькою та арабською мовами, а також була завзятою лижницею, плавчинею та наїздницею. Вона також цікавилася історією, літературою, географією, ботанікою та культурою кухні. Її також високо поважала низка відомих диригентів у світі музики.

## Нагороди
- Орден Дому Османа, 1922[22]

## Родовід
|  |                          |  |  |  |  |  |  |  |  |  |  |  |  |  |  |  |
|  | 8. Абдул-Азіз            |  |  |  |  |  |  |  |  |  |  |  |  |  |  |  |
|  |                          |  |  |  |  |  |  |  |  |  |  |  |  |  |  |  |
|  |                          |  |  |  |  |  |  |  |  |  |  |  |  |  |  |  |
|  | 4. Абдул-Меджид II       |  |  |  |  |  |  |  |  |  |  |  |  |  |  |  |
|  |                          |  |  |  |  |  |  |  |  |  |  |  |  |  |  |  |
|  |                          |  |  |  |  |  |  |  |  |  |  |  |  |  |  |  |
|  | 9. Хайраніділ-Кадин      |  |  |  |  |  |  |  |  |  |  |  |  |  |  |  |
|  |                          |  |  |  |  |  |  |  |  |  |  |  |  |  |  |  |
|  |                          |  |  |  |  |  |  |  |  |  |  |  |  |  |  |  |
|  | 2. Шехзаде Омер Фарук    |  |  |  |  |  |  |  |  |  |  |  |  |  |  |  |
|  |                          |  |  |  |  |  |  |  |  |  |  |  |  |  |  |  |
|  |                          |  |  |  |  |  |  |  |  |  |  |  |  |  |  |  |
|  | 5. Шехсувар-Кадин        |  |  |  |  |  |  |  |  |  |  |  |  |  |  |  |
|  |                          |  |  |  |  |  |  |  |  |  |  |  |  |  |  |  |
|  |                          |  |  |  |  |  |  |  |  |  |  |  |  |  |  |  |
|  | 1. Несліша-Султан        |  |  |  |  |  |  |  |  |  |  |  |  |  |  |  |
|  |                          |  |  |  |  |  |  |  |  |  |  |  |  |  |  |  |
|  |                          |  |  |  |  |  |  |  |  |  |  |  |  |  |  |  |
|  | 12. Абдул-Меджид I       |  |  |  |  |  |  |  |  |  |  |  |  |  |  |  |
|  |                          |  |  |  |  |  |  |  |  |  |  |  |  |  |  |  |
|  |                          |  |  |  |  |  |  |  |  |  |  |  |  |  |  |  |
|  | 6. Мехмед VI             |  |  |  |  |  |  |  |  |  |  |  |  |  |  |  |
|  |                          |  |  |  |  |  |  |  |  |  |  |  |  |  |  |  |
|  |                          |  |  |  |  |  |  |  |  |  |  |  |  |  |  |  |
|  | 13. Гулусту-Ханим        |  |  |  |  |  |  |  |  |  |  |  |  |  |  |  |
|  |                          |  |  |  |  |  |  |  |  |  |  |  |  |  |  |  |
|  |                          |  |  |  |  |  |  |  |  |  |  |  |  |  |  |  |
|  | 3. Сабіха-Султан         |  |  |  |  |  |  |  |  |  |  |  |  |  |  |  |
|  |                          |  |  |  |  |  |  |  |  |  |  |  |  |  |  |  |
|  |                          |  |  |  |  |  |  |  |  |  |  |  |  |  |  |  |
|  | 14. Хасан Маршан         |  |  |  |  |  |  |  |  |  |  |  |  |  |  |  |
|  |                          |  |  |  |  |  |  |  |  |  |  |  |  |  |  |  |
|  |                          |  |  |  |  |  |  |  |  |  |  |  |  |  |  |  |
|  | 7. Назікеда-Кадин        |  |  |  |  |  |  |  |  |  |  |  |  |  |  |  |
|  |                          |  |  |  |  |  |  |  |  |  |  |  |  |  |  |  |
|  |                          |  |  |  |  |  |  |  |  |  |  |  |  |  |  |  |
|  | 15. Фатма Горекан Аредба |  |  |  |  |  |  |  |  |  |  |  |  |  |  |  |
|  |                          |  |  |  |  |  |  |  |  |  |  |  |  |  |  |  |
|  |                          |  |  |  |  |  |  |  |  |  |  |  |  |  |  |  |